# 滄源ワ族自治県
滄源ワ族自治県（そうげんワぞくじちけん）は中華人民共和国雲南省臨滄市に位置する自治県。国家級貧困県に指定されていた。菜種油、タバコの葉の産地でもある。

## 地理
本県北部は、同市耿馬タイ族ワ族自治県と行政区が接しており、北東部は耿馬タイ族ワ族自治県側沿いに省道S314が走っている。 東部は同市双江ラフ族ワ族プーラン族タイ族自治県と東部中央部から北東部にかけ国道214号が省道S314号と接せするまで行政区境を走っている。北西部から南東部にかけては、ミャンマー国シャン州にあるワ族を主要民族とするのワ自治管区（行政区画）と国境を接している。

## 行政区画
| 区分   | 数 | 名称                     |
| ------ | -- | ------------------------ |
| 鎮     | 4  | 勐董 岩帥 勐省 芒卡      |
| 郷     | 5  | 単甲 糯良 勐来 班洪 班老 |
| 民族郷 | 1  | 勐角タイ族イ族ラフ族郷   |

## 交通

### 航空
- 滄源佤山空港（中国語版）

### 道路
- 国道
  - G214国道

- 省道
  -  239省道

### 二類口岸
・地方政府の認可・開設、地方政府が管理する国境施設。
- 滄源口岸 1996年9月03日承認